# Пиеро Пасторе
Пиеро Пасторе (на италиански: Piero Pastore) е италиански футболист-национал, нападател и филмов актьор.

## Спортна кариера
Започва професионалната си кариера през 1920 г. в Калчо Падуа (20 мача 4 гола). През 1923 г. преминава във ФК Ювентус (66 мача 55 гола). От 1927 г. е играч на Милан. Тук до 1929 г. изиграва 59 мача с 39 гола. През 1929 г. преминава в СС Лацио, където играе до 1931 г. (57 мача, 23 гола). През сезон 1931 – 1932 се завръща отново в Милан. Изиграва 30 мача с 13 гола. Ог 1932 г. до 1934 г. е отново в СС „Лацио“ (18 мача с 9 гола). През сезон 1934 – 1935 играе в Перуджа Калчо (3 мача, 2 гола). Завършва кариерата си в Рома през сезон 1935 – 1936 (4 мача, 1 гол). Носител на бронзов медал от Олимпийските игри през 1928 г.

## Филмова кариера
Пасторе дебютира в киното през 1929 г. Играе предимно второстепенни роли. Снимал се е в 75 филма, като последният е от 1967 г.